# 청춘로드
《청춘로드》(一萬公里的約定, 10,000 Miles)는 대만에서 제작된 사이먼 홍 감독의 2016년 드라마 영화이다. 왕대륙 등이 주연으로 출연하였다.

## 출연

### 주연
- 왕대륙
- 황원
- 뢰아연

### 조연
- 잭 노즈워시

## 기타
- 공동제작: 린다 L. 밀러
- 배역: 리사 애서리

## 사운드트랙
1. "Dream 夢想啟動" (03:25)
2. "Snail 蝸牛" (05:11)